# Fernsehmania

Schlussszene des Films

Fernsehmania („Mania“: griechisch für „Raserei“) ist ein mehrfach ausgezeichneter deutscher Kurzfilm aus dem Jahr 2010 unter der Leitung von Jörn Michaely, der auch das Drehbuch verfasste. Koregie führte bei dem siebenminütigen Film Daniel Roschy. Seine Premiere hatte Fernsehmania am 11. September 2010 in der St. Ingberter Kinowerkstatt.

## Handlung
Die erste Einstellung im Film zeigt eine Familie, bestehend aus den zwei Eltern, einem Sohn und einer etwas jüngeren Tochter, die sich im Wohnzimmer befindet, in welchem ein Fernseher läuft. Während die Mutter in einem tranceähnlichen Zustand dem Programm zu folgen scheint, liegt der Vater schlafend auf der Couch, der Sohn verfolgt mit gelangweiltem, müdem Blick das Flimmern des Fernsehgerätes und die Tochter spielt auf dem Boden mit Barbiepuppen.
Das stumme Beisammensein wird gestört, als die schrille Melodie einer Fernsehserie ertönt, der Sohn wird kurz unruhig, der Vater dreht sich unterbewusst im Schlaf weg und die Tochter spielt angeregter. Die Mutter jedoch zeigt zunächst keinerlei Reaktion, greift dann aber völlig emotionslos zur Fernbedienung und beginnt, zunächst langsam, durch die Sender zu zappen. Dies sorgt für Unruhe im Raum und mit der steigenden Umschaltgeschwindigkeit kann der Hund im Körbchen nicht mehr schlafen, die Tochter lässt die Puppen unkontrolliert vor sich her tanzen, der Sohn wälzt sich auf dem Sessel und der Vater wird im Schlaf unruhig. Das Fernsehprogramm wechselt schließlich so schnell, dass der Hund zu wimmern beginnt, die Puppen der Tochter sich gegenseitig schlagen und die Mutter aufgrund ihrer Ablenkung durch den Fernseher die Fernbedienung fallen lässt. Anstatt diese aufzuheben, beugt sie sich, beinahe erleichtert, zurück. Im Fernseher läuft nun eine Autoserie, welche den Sohn kurzerhand dazu veranlasst, nach der Fernbedienung für sein Modellauto zu greifen und dieses losfahren zu lassen. Das Auto steuert kontrolliert auf die Puppen der Tochter zu, rammt diese und reißt von einer der beiden Puppen einen Kopf ab, woraufhin die Tochter das Auto wegtritt und enttäuscht den Raum verlässt.
Nach kurzer Zeit beginnt der Fernseher zu flimmern, bis schließlich das Bild verschwindet. Der Sohn wird nervös, fängt dann an, auf dem Sessel herumzuspringen. Selbst die Mutter zeigt zum ersten Mal eine Reaktion auf das Geschehen des Fernsehers, sie tritt also erst in „Aktion“, wenn das Bild ausfällt. Schließlich wacht der Vater auf, der ohne den Fernseher zu hören nicht ruhig schlafen kann. Der Vater holt eine Leiter, klettert zu der Satellitenschüssel und schafft es, das Fernsehbild wiederherzustellen, kippt dabei jedoch von der Leiter und verletzt sich. Als der Vater wieder in die Wohnung kommt, scheint das jedoch niemanden zu interessieren, die Tochter kommt sogar nochmal zurück, um weiter fernsehen zu können. Die Situation in der Familie entspannt sich, nachdem das Bild wiederhergestellt war, obwohl der Vater anschließend blutend wieder das Zimmer betritt. Die Situation scheint wie am Anfang des Films zu sein, jedoch wacht nun der Hund auf, der „die Nase voll hat“, zur auf dem Boden liegenden Fernbedienung springt und den Fernseher ausschaltet und damit den Film beendet.

## Interpretation
- Die Mutter ist am meisten vom Fernseher in den Bann gezogen. Sie verändert ihre Mimik erst, als das Fernsehbild verschwindet, dann wacht sie von ihrer Trance auf.
- Der Vater kann ohne das Geräusch des Fernsehers nicht schlafen. Sobald nur die Serienmelodie beginnt, fängt er an, sich im Schlaf zu wälzen.
- Die Tochter spielt mit den Puppen, die durch ihre Gewaltszenen und ihre Liebesszene die einzigen Emotionen zulassen. Dadurch, dass der Sohn die Puppen zerstört, wird die Aggressivität, die auf diesen Puppen ruht, verdeutlicht. In dem Film sind sozusagen die Familienmitglieder die „Puppen“, gesteuert von dem Fernseher.
- Der Sohn interessiert sich nicht für das Programm, sondern nur dafür, dass überhaupt etwas im Fernsehen läuft. Daher reagiert er auch am heftigsten, als das Bild schließlich ausfällt.
- Der Hund repräsentiert die Vernunft in dem Film. Er reagiert hauptsächlich auf die Unruhe, die in der Familie herrscht, reagiert also als einziger auf die Familie und nicht auf den Fernseher, erkennbar etwa an der Schlägerei, die die Tochter mit den Puppen nachstellt. Hier wird der Hund nur durch die Tochter verunsichert. Deutlich wird dies auch am Ende des Films, wenn der Hund den Film „abschaltet“.

## Kritiken
Die Jury des Jugendfilmfestivals Créajeune zeichnete das Team für seine Motivation und die Ästhetik des Films aus. Die Jury des BDFA lobte unter anderem den sozialkritischen Aspekt des Films.

## Auszeichnungen
- Erster Platz und Goldmedaille auf dem Bundesfilmfestival für Familienfilm 2011[4]
- Medienkompetenzpreis bei Créajeune 2011[5]
- Erster Platz und Gewinner des Ehrenpreises beim Landesfilmwettbewerb des BDFA[6]